# Arteria suprascapularis
Die Arteria suprascapularis (von lateinisch: supra „über“ und scapula „Schulterblatt“; Synonym: Arteria transversa scapulae; englisch: suprascapular artery) ist ein arterieller Gefäßast aus dem Truncus thyrocervicalis der Arteria subclavia.

## Verlauf
Die Arteria suprascapularis läuft zunächst über den Musculus scalenus anterior und den Nervus phrenicus und unter der Lamina praetrachealis der Halsfaszie nach kaudal und lateral. Dabei wird sie vom Musculus sternocleidomastoideus verdeckt. Danach kreuzt das Gefäß die Arteria subclavia und den Plexus brachialis und zieht hinter dem Schlüsselbein und dem Musculus subclavius weiter nach lateral zum Oberrand des Schulterblatts. Auf diesem Weg unterkreuzt die Arterie den unteren Muskelbauch des Musculus omohyoideus. Hier gibt die Arteria suprascapularis einen Ast, den Ramus acromialis, zum Rete acromialis ab, einem Gefäßnetz der Schulterhöhe (Acromion). 

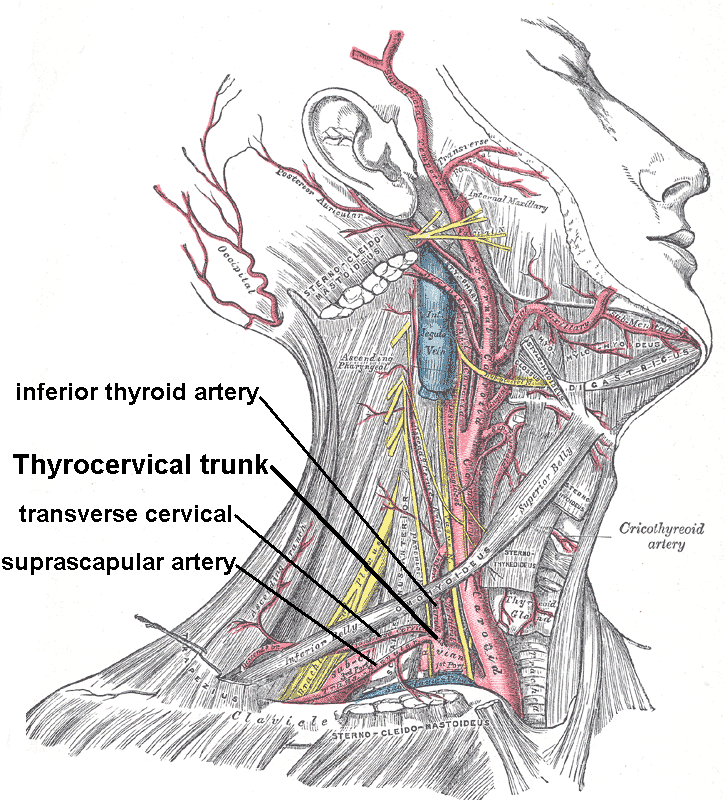

Am Schulterblatt angekommen, zieht das Gefäß über das Ligamentum transversum scapulae superius, welches die Arterie vom gleichnamigen Nerv, dem Nervus suprascapularis trennt, in die Obergrätengrube (Fossa supraspinata) ein. Hier findet man die Arterie zwischen dem Knochen und dem Musculus supraspinatus, den sie mit einigen Ästen versorgt. 
Arteria, Vena und Nervus suprascapularis ziehen von dort gemeinsam durch die Incisura spinoglenoidalis – ein Einschnitt zwischen Basis der Schulterblattgräte (Spina scapulae) und dem Schulterblatthals (Collum scapulae) – in die Untergrätengrube (Fossa infraspinata). Dort anastomosiert die Arteria suprascapularis mit der Arteria circumflexa scapulae, einem Ast der Arteria subscapularis, und mehrfach mit der Arteria transversa colli.

### Weitere Äste
- Ramus suprasternalis
- Ramus acromialis

## Funktion
Die Arteria suprascapularis versorgt den Musculus sternocleidomastoideus, den Musculus subclavius, die Musculi supraspinatus et infraspinatus, sowie Teile der Clavicula, des Schultereckgelenks und des Schultergelenks mit arteriellem Blut. Die Hautäste ernähren Teile der Haut im oberen Brustbereich und über dem Akromion.